# Warranty-and-Indemnity-Versicherung
Die Warranty-and-Indemnity-Versicherung (kurz W&I-Versicherung, auch Gewährleistungsversicherung) ist eine Versicherung im Feld der M&A-Transaktionsversicherungen, die, wie andere Versicherungen in diesem Segment, dem Absichern von Garantien, Gewährleistungen und Freistellungen aus dem Kaufvertrag dient. Sie hat ihren Ursprung im anglo-amerikanischen Versicherungsmarkt, erreicht aber auch in Deutschland wachsende Bedeutung.

## Geschichte
Die Warranty & Indemnity-Versicherung existiert seit den 1980er Jahren. Sie wurde zunächst ausschließlich von Verkäufern als Schutzmaßnahme gegen von ihnen gewährte Garantieansprüche gegenüber potentiellen Käufern eingesetzt. In den 1990er Jahren erweiterte sich das Spektrum von W&I-Versicherungsprodukten und es konnten immer mehr maßgeschneiderte Lösungen geboten werden. Seitdem ist die wichtigste Entwicklung der W&I-Versicherung ihr Einzug in den Real-Estate- und Unternehmenstransaktionsbereich. Kam die Versicherung früher ausschließlich bei Private-Equity-Geschäften zum Einsatz, so wurde 2015 nahezu die Hälfte aller W&I-Versicherungen in den Bereichen Real Estate oder Unternehmenstransaktionen abgeschlossen.

## Funktion
Die Funktion einer W&I-Versicherung besteht im Wesentlichen darin, den Käufer oder Verkäufer abzusichern, indem seine jeweiligen Risiken von der eigenen Bilanz auf die Bilanz eines Versicherers bzw. bei großen Transaktionen auf die Bilanz mehrerer Versicherer übertragen werden. Die Risikoverteilung ist speziell bei großen M&A-Transaktionen ein intensiv verhandelter Punkt mit entsprechendem Potential, das Geschäft scheitern zu lassen. Durch das Einbringen einer W&I-Versicherung und dem damit verbundenen Abtreten der Risiken an einen Versicherer kann dieses Potential eingedämmt werden.
Der Käufer kann eine eventuelle Schwäche beim Eigenkapital mithilfe der Finanzkraft eines Versicherers ausgleichen und so seine Position im  Bieterprozess verbessern. Für den Verkäufer wiederum kann eine Aufwertung seiner Solvabilität durch den Versicherer zu einer Steigerung des Verkaufspreises führen. Des Weiteren wird ihm ein sogenannter „clean Exit“ ermöglicht, einhergehend mit einer höheren Liquidität. Für beide Parteien ist eine W&I-Versicherung kosteneffizienter als Rücklagen in Form von Treuhandkonten oder Bankgarantien einzurichten.

## Schwachpunkte
Schwachpunkte einer W&I-Versicherung können bei der erforderlichen Mindesttransaktionsgröße gesehen werden. Abhängig vom Anbieter, werden die Versicherungen erst ab einer Mindestversicherungsprämie von 75.000–95.000 Euro angeboten, so dass ein Transaktionsvolumen oberhalb von 5 Millionen Euro notwendig ist, damit sich die W&I-Versicherung wirtschaftlich rechnet.
Außerdem können nicht alle Risiken abgesichert werden. Dem Grund bzw. der Höhe nach bekannte Risiken oder Garantieerklärungen, die sich auf die Zukunft beziehen, lassen sich beispielsweise ebenso wenig mit Hilfe einer W&I-Versicherung absichern wie vereinbarte Vertragsstrafen oder Verzugszinsen.